# Lycée Mater Dei
Le lycée Mater Dei est un établissement scolaire catholique francophone de Woluwe-Saint-Pierre à Bruxelles. C’est un institut fondé par les sœurs annonciades d'Heverlee.
Fondé en 1958. L'Archidiocèse de Malines-Bruxelles confie en 1958 aux sœurs Annonciades d’Heverlee la création et le développement d’un établissement pour filles (mixité à partir de 1979). 
Il est situé à côté du Mater Dei-Instituut (institut néerlandophone).
La section secondaire abrite 1085 étudiants et 114 professeurs (mars 2025).

## Historique

### Années 50
En 1958, le cardinal Van Roey, fait appel aux sœurs annonciades d'Heverlee pour construire une école pour jeunes filles à Woluwe-Saint-Pierre,, commune de l’est de Bruxelles, promise à un grand avenir grâce à une population en forte croissance. Lors de la rentrée 1959, Mater Dei francophone compte déjà 294 élèves (primaire et secondaire confondus), alors que du côté néerlandophone, à la même époque, on ne compte que 69 élèves. En septembre 1966, 7 ans plus tard, la section francophone compte déjà 689 élèves.
Outre les ailes de primaire et secondaire, une école normale est également ouverte, celle-ci finira par fusionner avec d'autres écoles bruxelloises du même type.

### Années 60
Les ailes néerlandophones et francophones se séparent à la fin des années 60.

### Années 70-80
L'enseignement rénové et la mixité arrivent dans l'école.

### Années 2000 et 2010
Le lycée abrite également 80 nids pour les hirondelles dans le cadre d'un plan communal de préservation de l'espèce

## Mini-entreprises
Depuis plusieurs années, le Lycée participe au concours des mini-entreprises.
En 2015, le lycée a gagné la finale belge.
Mini-entreprises ayant été présentées:
| Année | Entreprise    | Résultat | Catégorie      | Concours                                 |
| ----- | ------------- | -------- | -------------- | ---------------------------------------- |
| 2013  | Macarons Made | Remporté | Prix principal | Finale belge des jeunes entreprises      |
| 2015  | J'odore       | Nommé    | Prix principal | Demi-finale belge des jeunes entreprises |

*liste non exhaustive

## Concours

### Olympiade de mathématiques
Au niveau des finales de ces quelques dernières années :
- 2012 Un étudiant a participé à la finale dans la catégorie mini[6].
- 2016 Un étudiant a participé à la finale dans la catégorie midi[7].